# Alexandru Nilca
Alexandru Nilca (n. 6 noiembrie 1945, Târgu Mureș) este un scrimer român specializat pe sabie, laureat cu bronz olimpic pe echipe la Montreal 1976 și vicecampion mondial pe echipe în 1974 și în 1977.

## Carieră
A început să practice în orașul natal sub îndrumarea antrenorului Andrei Kakucs, apoi s-a transferat la CSA Steaua, unde a fost pregătit, inclusiv la lotul olimpic, de Ladislau Rohonyi și Dumitru Mustață. La individual s-a clasat pe locul patru la Cupa Mondială de Scrimă din 1978. Cu echipa României a fost vicecampion mondial în 1974, dar lotul a fost descalificat după ce el însuși a avut un rezultat pozitiv la controlul antidopaj. A cucerit din nou medalia de argint la Campionatul Mondial din 1977 și a fost laureat cu bronz la Jocurile Olimpice din 1976. S-a clasat pe locul patru cu echipa la Campionatul Mondial din 1978 de la Hamburg și la cel din 1979 de la Melbourne. Pentru realizări sale a fost numit Maestru emerit al sportului în 1977. După ce s-a retras din competiție a devenit antrenor de scrimă, lucrând printre altele în Venezuela.

## Distincții
- Ordinul „Meritul Sportiv” clasa a III-a (18 august 1976) „pentru rezultatele deosebite obținute la Jocurile olimpice de vară de la Montreal – 1976, precum și pentru contribuția adusă la dezvoltarea activității sportive și la creșterea prestigiului sportului românesc pe plan internațional”[4]